# Chris Cornes
Christopher „Chris“ Cornes (* 20. Dezember 1986 in Worcester) ist ein ehemaliger englischer Fußballspieler.
Der Stürmer begann seine Karriere 2004 bei den Wolverhampton Wanderers. 2005 wurde er an den in der League One spielenden Port Vale FC ausgeliehen. Nach seiner Rückkehr zu Wolverhampton wurde er im Februar 2006 bei einer Dopingkontrolle positiv getestet und für acht Monate gesperrt. Nach seiner Sperre ging er zu Worcester City und 2007 zu Telford United. Weitere Stationen bis 2010 waren die unterklassigen Klubs Bromsgrove Rovers, Stourport Swifts, Evesham United und Redditch United.